# ラドン温泉旅館天龍閣
ラドン温泉旅館天龍閣（ラドンおんせんりょかんてんりゅうかく）は、宮城県仙台市青葉区にある温泉旅館。
1952年創業。2021年11月25日で閉館となる。

## 概要
「天龍閣」の旅館名は仙台市郊外の高台にあることと独眼竜政宗に由来する。
1952年創業。1964年に建物が全焼する火災があり翌年建て直された。ラドン温泉は1978年に開設された。
建物は木造モルタル2階で延べ床面積2145平方メートル。建物正面の看板は伴淳三郎が揮毫。客室数は26室（和室）。
片岡千恵蔵との交流を機に各界の著名人が宿泊し、テレビ番組のロケ地にもなった。
コロナ禍の影響を受けて2021年11月25日で閉館した。跡地にはブライダル大手のノバレーゼ（東京都中央区）が2024年（令和6年）7月6日に結婚式場「青龍荘」をオープンした